# Buena Fe (dúo)
Buena Fe es un grupo musical originario de la provincia de Guantánamo, en Cuba, surgido en 1999. Israel Rojas conocido es el compositor de todas las canciones y la voz líder. Yoel Martínez, guitarra acústica y segunda voz.  
En 2001 graban su primer disco Déjame entrar. Desde entonces adoptan el formato de banda. En 2002 ganan el Premio a la mejor banda de la novel y al disco más vendido, en el evento más importante de la industria discográfica cubana. Al año siguiente ganan el Premio al mejor disco pop-fusión. 
Han grabado 9 discos hasta la fecha de los cuales. La banda ha actuado en más de 18 países. En 2008 se logró reunir a más de 300.000 personas en un solo concierto. 
Y 10 años después, en septiembre de 2018 reunió una cantidad superior en el Malecón Habanero con un repertorio compuesto principalmente por su disco Sobreviviente, confirmando su popularidad con un material que había ganado el Gran Premio en el Cubadisco del año 2017.
Desde 2015 Buena Fe firmó contrato con la compañía discográfica Metamorfosis.
Es una de las agrupaciones más importantes del panorama musical cubano de los últimos 20 años. En el 2021 editaron el libro disco “Mar Adentro”, con versiones instrumentales de canciones editadas y crónicas escritas que reflejan la historia de estos temas musicales y de la agrupación.

## Historia
Israel Rojas, abogado de profesión, siempre sintió inclinación por la composición y el canto y encontrarse con Yoel Martínez, cambió el curso definitivo de sus vidas. Yoel Martínez, por su parte, proviene de una familia con tradición musical. Su padre era músico y en algún momento integrante del trío Martínez, por lo que Yoel desde su niñez se vio inevitablemente inmerso en este mundo de la música y la trova cubana. Así decidió participar de él y desarrolló su vocación en la Escuela de Arte de Guantánamo, alcanzando el nivel medio en sus estudios en guitarra clásica.
A lo largo de los años, Yoel cantaba y tocaba En un principio, formaron un dúo y, en noviembre de 1999, se presentaron por primera vez con el tema Intimidad. El resultado fue tal que, la Asociación Hermanos Saíz (AHS), de Guantánamo, su ciudad natal, inmediatamente les propuso que formaran parte de ella.
En el año 2000 tuvieron numerosas presentaciones en su provincia y el 2001 los trajo a La Habana para grabar su primer disco que le han dado en llamar Déjame entrar. Este fue su carta de presentación en La Habana, la capital cubana. El talento y los deseos de trascender su tiempo hicieron que la Agencia Musicuba de la EGREM, los contratara para formar parte de su catálogo. Se les propone que se conformen como una agrupación, por lo que cambia así el concepto de hacer su música, compuesta básicamente por Israel. 
En el año 2011 Buena Fe realizó una gira por toda Cuba para promocionar su nuevo disco con el nombre de Pi 3,14.
En el 2015 Buena Fe fue firmado por la compañía discográfica Metamorfosis dirigida por el cantautor Ricardo Arjona. Ese mismo año el primer disco bajo Metamorfosis "Soy" sale al mercado internacionalmente el 14 de agosto siendo lanzado internacionalmente en países como Argentina, Colombia, Estados Unidos, Puerto Rico entre muchos otros.
En el año 2017, luego de dos años sin presentar un nuevo proyecto musical, Buena Fe llega con el fonograma compuesto por 13 temas, 12 de los cuales son inspiraciones de Israel Rojas. Sobreviviente cuenta varios músicos invitados como: Luna Manzanares, Silvio Rodríguez que puso su voz en “La tempestad”, Frank Delgado y el líder de D' Corazón, Vicente Alejandro Trigo, quienes intervienen en la canción “Hipibano”.
Sobreviviente ha sido un disco muy pensado pues presenta temas surgidos en los últimos tres años de trabajo, que reflejan buena parte de las inquietudes de lo que es hoy Buena Fe, según confesó a la prensa Israel Rojas. “Se trabajó con calma, con la sonoridad que queríamos, por ello para nosotros es uno de los mejores materiales grabados”, afirmó el compositor e intérprete.
En cuanto al balance de géneros el álbum tiene fusiones entre sonoridades que van desde rock and roll hasta sonidos latinos, pero destaca la presencia de bachata, pop, samba y también de la canción.
En la madrugada del sábado 13 de mayo de 2017 fallece el guitarrista de Buena Fe Dairon Rodríguez a los 32 años tras sufrir de un ataque cardíaco.
El 19 de diciembre de 2017 el portal web Cubadebate anuncia el estreno del videoclip "Música Vital" dirigido por Omar Leyva y en colaboración con los artistas cubanos Omara Portuondo y el dúo Yomil y el Dany (Roberto Hidalgo y Daniel Muñoz)
En el año 2020 tenían programada una gira internacional que los llevaría nuevamente a Europa, y a países latinoamericanos, pero por la contingencia de la Pandemia por la COVID-19 y el rechazo internacional de la mayoría de sus seguidores por el apoyo político del grupo al gobierno cubano, ha tenido que suspenderse. 
En la actualidad sus conciertos son cada vez menos populares al ser catalogados como "artistas al servicio del gobierno", y han tenido que acudir a la maquinaria propagandística del mismo y a convocatorias de centro de trabajo estatales para obtener público en sus presentaciones. 
Su más reciente álbum de estudio se titula Morada, lanzado en el año 2023.

## Discografía

### Déjame entrar(2001)
1. Déjame entrar
2. Sicología al día
3. Como un espejismo
4. La zanja
5. La ventana
6. Guantanamero
7. Como el neanderthal
8. No juegues con mi soledad
9. Puede que sí, puede que no
10. El destino de la abeja
11. Para no ver eso
12. Fuego y balacera

### Arsenal(2003)
1. Arsenal
2. To be or no te vi
3. Tras tus pies
4. Buen viaje
5. Intimidad
6. Nunca digas nunca
7. Cuando te amo
8. Soñar en azul
9. Noviembre
10. Parque de provincia
11. Propuesta
12. Fin de fiesta

### Corazonero(2004)
1. Llegaré, llegaré
2. El duende del bache
3. Cuando tú me faltas
4. Por si las moscas
5. Corazonero
6. Sé de un ser
7. Navegando a la deriva
8. Soy
9. Nacimos ángeles
10. Argumentos
11. Fiarme de ti
12. Dios salve al rey

### Presagios(2006)
1. Quién es
2. Contragolpes
3. Das más
4. Nalgas
5. Con hijo incluido
6. Sola va ya
7. El eco de las plazas
8. Sigo cayendo
9. Premoniciones
10. Si la vida pide vía
11. Balada para Mario Conde
12. Gracias por el fuego

### Catalejo(2008)
1. Los barcos en el puerto
2. Cada país
3. La primera vez
4. En cueros
5. Lástima
6. Fuera
7. Catalejo
8. Fantasmas
9. A la muerte
10. Mi aire
11. Viernes, Sábado y Domingo
12. Soy lo que ves

### Extremistas Nobles(2010) con Frank Delgado
1. Extremistas Nobles
2. El Gorrión
3. Loco por Ti
4. Cubañolito
5. No te Salves
6. Debo Ser Feliz
7. Retazos de Amor
8. Pescador de Sonrisas
9. Melecio tenía Razón
10. Afuera
11. Sueños Simples

### Pi (3,14)(2011)
1. Lo que fue
2. Emigrantes
3. Pi (3,14)
4. Libre
5. Mamífero Nacional (feat. Eliades Ochoa)
6. La sospecha
7. Contracorriente
8. Despedida (feat. Pablo Milanés)
9. Lotería
10. Mar Adentro
11. Miedos (feat. Aldeanos)
12. Todo el mundo cuenta

### Dial(2013)
1. Intro
2. Acompáñame
3. Buena hembra, mala sangre
4. Pasa o parece
5. La novela
6. Ojeo
7. Volar sin ti (feat. Andrés Suárez)
8. Complaciendo peticiones
9. Si yo fuera
10. Pablo
11. Sandalio y Estelvina
12. Se bota a matar
13. La culpa
14. De proa a popa
15. Papel en blanco
16. Dial
17. Corazón Universidad

### Soy(2015)
1. Pi 3,14
2. Soy
3. Catalejo
4. Volar sin ti
5. Miedos
6. Despedida
7. Noviembre
8. Nalgas
9. Si yo fuera
10. Dame guerra
11. No juegues con mi soledad
12. La culpa
13. En cueros
14. Papel en blanco
15. Casanova, Cecilia Valdés y la Bella Durmiente
16. Oraré

### Sobreviviente(2017)
1. Sin Arrepentimiento
2. Sobreviviente
3. Dijo el Diablo
4. La Tempestad (feat. Silvio Rodríguez)
5. Si Nos Dan un Filo
6. Bolero Sangriento
7. Besos
8. Alabanza
9. De Ti Depende
10. Lágrimas Tras Cebollas
11. Una Mujer (feat. Luna Manzanares)
12. Bodas
13. Hipibano (feat. Frank Delgado & Vicente Alejandro Trigo)

### Carnal(2019)
1. Patakí de libertad
2. Valientes
3. Sobre el arte de retoñar
4. La Catrina
5. Carnal
6. Mía
7. Cámara lenta
8. Quién soy yo
9. Mujer ciudad
10. Cuatro cuentos
11. Ni una más
12. Blues de guateque
13. Música vital
14. Madurar

### Morada(2023)
1. Farolero
2. Siembra
3. Carnes
4. Bilis de Farándula
5. Café
6. El Hipopótamo
7. Morada
8. ¿Quién Olvidó?
9. Sur y Mares
10. ¡Cuánto Más!
11. El Macho de la Mantis
12. Roles
13. Las Más Viejas
14. Una Vez al Año